# اوژینیاک
اوژینیاک (به فرانسوی: Augignac) یک کمون در فرانسه است که در canton of Nontron واقع شده‌است. اوژینیاک ۲۲٫۶۴ کیلومتر مربع مساحت دارد.